# حسام فياض
حسام فياض
ممثل مصري مثل العديد من الأدوار المساعدة في المسلسلات التلفزيونية.

## تمثيل

### أفلام
- اللقاء الثاني 1998
- كابوس 1989 محمد

### مسلسلات
| - فرح العمدة 2012 إبراهيم - ايد واحدة (صفحات شبابية ) 2011 - الشوارع الخلفية 2011 - العتبة الحمرا 2010 - بشرى سارة 2009 إيهاب - حرب الجواسيس 2009 | - من قتل تامر وزه (إذاعي) 2009 - الأشرار 2009 - تاجر السعادة 2009 - زهرة برية 2009 - درب الطيب 2007 صليب | - أمير الشرق عثمان دقنة 2007 - مطعم تشي توتو (المطعم) 2006 - آن الأوان 2006 - اللى اختشوا ماتو 2006 - الست اصيلة 2005 | - من غير ميعاد 2005 - لقاء على الهوا 2005 - محمود المصري 2004 - يا ورد مين يشتريك 2004 - ملك روحي 2003 | - تعالى نحلم ببكره 2003 - إنسى اللي فات يا فرحات 2002 - الإمبراطور 2002 - جسر الخطر 2000 - الضوء الشارد 1998 | - سر الأرض 1998 - ذو النون المصري 1997 - أبو العلا 90 1996 - يوميات ونيس (ج1->ج4) 1994-> 1998حسين - أوراق مصرية ج1 |

### مسرحيات
- الديكتاتور مسرحية 2012 نبيل (جاري إنتاجه)
- ماما أمريكا 1998 الأبن الأكبر لعايش
- قولوا لأبوها